# Ningbo

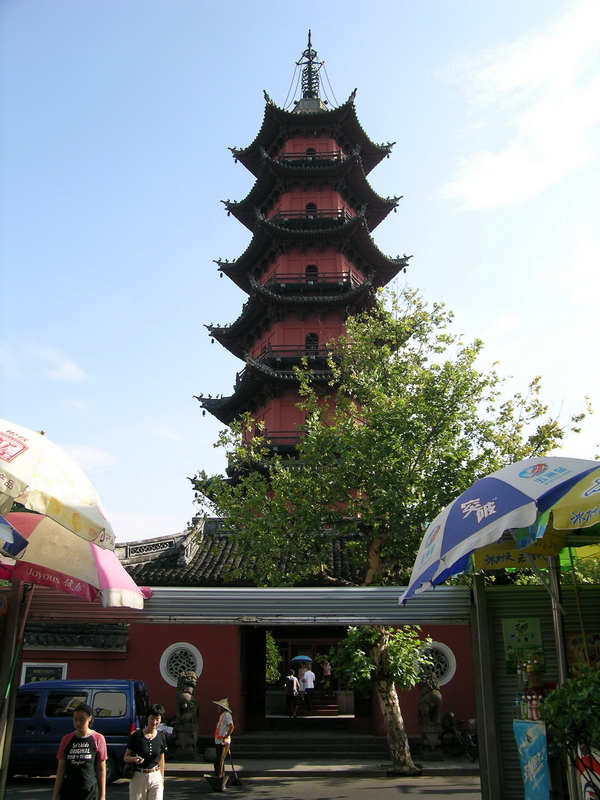
Pagoda Tianfeng w Ningbo

Ningbo (chiń. upr. 宁波; chiń. trad. 寧波; pinyin Níngbō, wymowaⓘ) – miasto we wschodnich Chinach, jeden z największych portów świata.

## Etymologia
Nazwa miasta oznacza Spokojne Fale, podobnie jak w przypadku Nanning lub Bohai.

## Demografia
W 2010 roku liczba mieszkańców strefy zurbanizowanej wynosiła 736 240. Prefektura liczyła 7 605 689 mieszkańców.

## Gospodarka
Ośrodek przemysłu włókienniczego, młynarskiego, rybnego, maszynowego i celulozowo-papierniczego.

## Kultura
Siedziba rzymskokatolickiej diecezji.

## Komunikacja
W mieście znajduje się stacja kolejowa Ningbo.

## Historia
Miasto było kwitnącym portem handlowym już za czasów dynastii Tang, a za panowania dynastii Ming najważniejszym miastem portowym. Handlowy rozkwit został przyhamowany przez Szanghaj. Obecnie miasto jest odwiedzane przeważnie przez turystów podążających w stronę Putuo Shan.

## Zabytki
- Tianyige – prywatna biblioteka, najstarsza w Chinach
- portugalski kościół katolicki – powstał w XVII wieku
- Pagoda Tianfeng – powstała w XIV wieku

## Miasta partnerskie
- Nagaokakyō, Japonia
- Akwizgran, Niemcy
- Wilmington, Stany Zjednoczone
- Rouen, Francja
- Waitakere, Nowa Zelandia
- Santos, Brazylia
- Veszprém, Węgry
- Port Elizabeth, Południowa Afryka
- Warna, Bułgaria
- Stavanger, Norwegia
- Bydgoszcz, Polska
- Masuda, Japonia
- Ueda, Japonia
- Barcelona, Hiszpania
- Suncheon, Korea Południowa
- Surrey, Kanada
- Houston, Stany Zjednoczone
- Wiener Neustadt, Austria
- Daegu, Korea Południowa